# Neurocytherinae
Neurocytherinae is een uitgestorven onderfamilie van kreeftachtigen uit de klasse van de Ostracoda (mosselkreeftjes).

## Geslachten
- Fuhrbergiella Brand & Malz, 1962 †
- Lophocythere Sylvester-Bradley, 1948 †
- Neurocythere Whatley, 1970 †
- Nophrecythere Gruendel, 1975 †
- Praefuhrbergiella Brand & Malz, 1962 †
- Terquemula Blaszyk & Malz, 1965 †